# Celiny (Częstochowa)
Pour les articles homonymes, voir Celiny.
Celiny (prononciation : [t͡sɛˈlinɨ]) est une localité polonaise de la gmina de Lelów, située dans le powiat de Częstochowa en voïvodie de Silésie.